# Miturga agelenina
Miturga agelenina är en spindelart som beskrevs av Simon 1909. Miturga agelenina ingår i släktet Miturga och familjen sporrspindlar. Inga underarter finns listade i Catalogue of Life.